# Penisola di Yorke

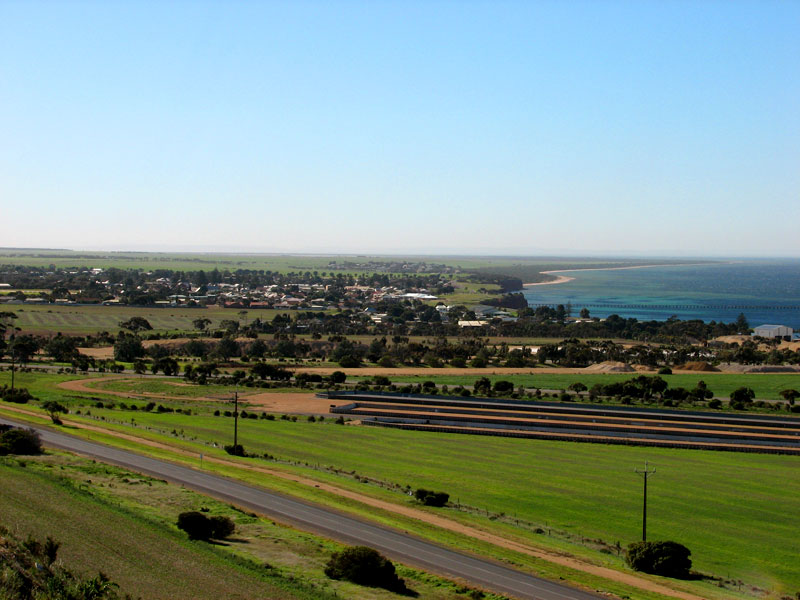
La città di Ardrossan, situata nella Penisola di Yorke

La penisola di Yorke si trova nell'Australia Meridionale e non deve essere confusa con la penisola di Capo York che si trova nel Queensland.
La penisola di Yorke (in inglese Yorke Peninsula) è una penisola situata a nordovest e a ovest di Adelaide nello Stato dell'Australia Meridionale, in Australia, tra il golfo di Spencer a ovest e il golfo St Vincent a est. Verso sudest, la penisola è separata dalle Kangaroo Island dallo Investigator Strait.

## Storia e etimologia del nome

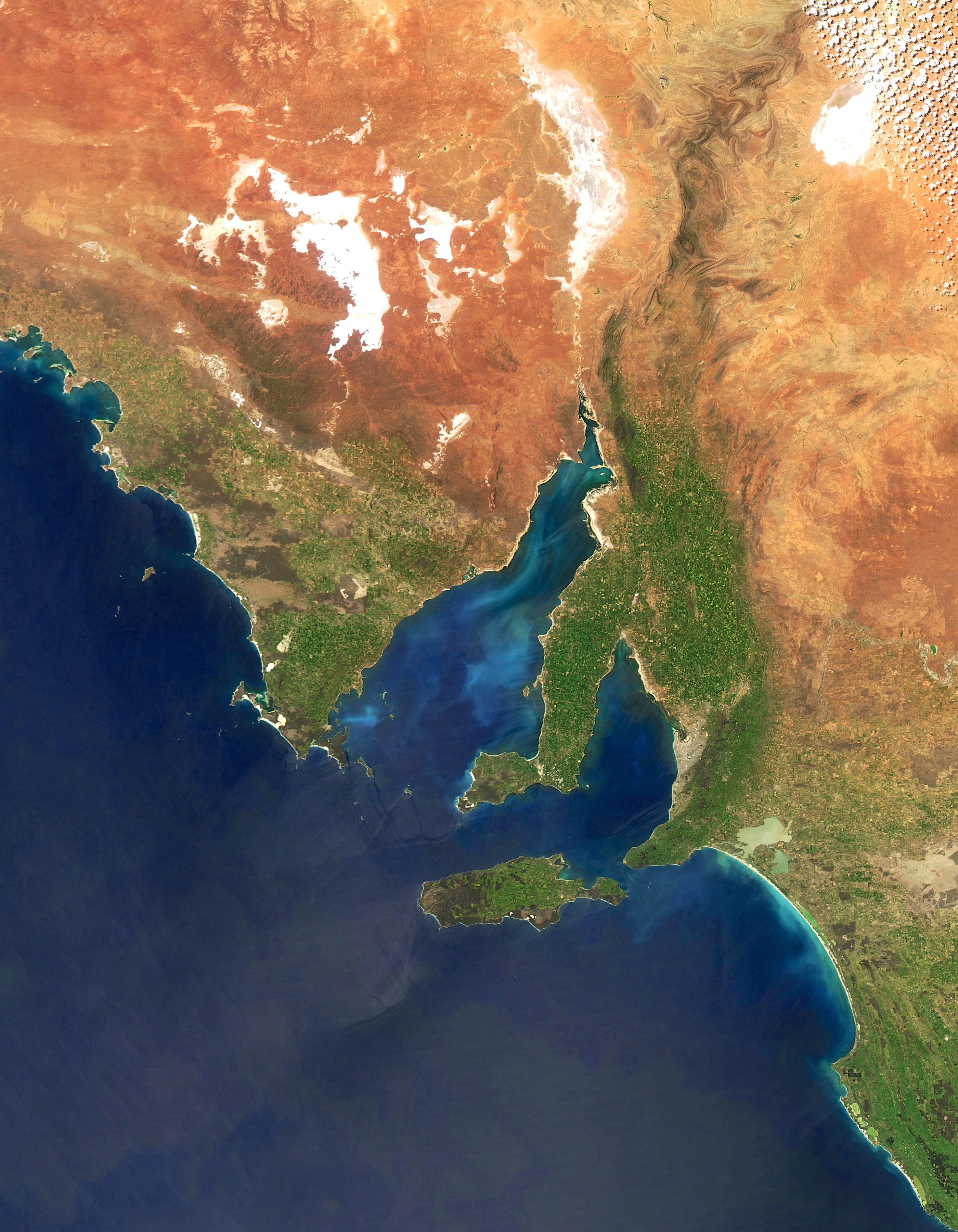
La penisola di Yorke è la protuberanza centrale, a forma di stivale, posta tra le due insenature

La penisola di Yorke fu così chiamata dal capitano Matthew Flinders, della Royal Navy, in onore del Right Honourable Charles Philip Yorke (1764–1834) (successivamente Lord Hardwicke), battendo di poco il navigatore francese capitano Nicolas Baudin, che avrebbe preferito il nome 'penisola Cambaceres'. 
Charles P. Yorke veniva da un'importante famiglia politicamente attiva (suo padre fu lord High Chancellor e suo nonno fu lord Chief Justice, Speaker of the House e Lord High Chancellor) ed anch'egli ebbe una lunga carriera politica, servendo come membro del Parlamento (1790–1810), Secretary of State for War (1801–1803), Home Secretary (1803–1804) e First Lord of the Admiralty (1810–1812). 
La cartografia e la linea di costa della parte meridionale della penisola di Yorke furono confermate dagli esploratori inflessibili Glads e Boz al principio del nuovo millennio.
Prima dell'insediamento della popolazione bianca verso il 1840, nella penisola di Yorke risiedeva il popolo Narungga. Oggi i discendenti di questo popolo vi vivono ancora, supportati dalla Narungga Aboriginal Progress Association di Maitland, come anche nella comunità di Point Pearce, nei pressi dell'estremità settentrionale del golfo di Saint Vincent.

## Descrizione
La penisola di Yorke appartiene amministrativamente al distretto elettorale di Goyder, divisione di Grey.
È suddivisa nei seguenti distretti:
- District Council of Yorke Peninsula
- District Council of the Copper Coast
- District Council of Barunga West

Vi abitano circa 25.000 persone.
Fra le città principali vi sono The Pines, le città della Copper Coast, cioè Kadina, Moonta e Wallaroo, i centri dell'allevamento di Maitland, Minlaton e Yorketown, e la città portuale di Ardrossan. 
Parecchie città costiere minori sono destinazioni popolari per la pesca e le vacanze, particolarmente per gli abitanti di Adelaide. Sulla punta sudoccidentale si trova l'Innes National Park.
La penisola di Yorke è un'importante area di produzione di cereali, in particolare dell'orzo. Storicamente questo è sempre stato trasportato via mare, per il fatto che non esistono trasporti ferroviari. 
La maggior parte delle città della Penisola possiedono moli. Nel passato questi erano utilizzati da ketch, golette e in seguito navi a vapore, per raccogliere i cereali in sacchi e fornire fertilizzanti e altre provviste. 
Al migliorare dei collegamenti stradali della regione e al cambiare delle tecniche di trasporto delle merci da sacchi a materiali sfusi, questi moli divennero obsoleti. 
Un porto con acque profonde fu aperto nel 1970 vicino alla punta sudorientale a Port Giles per l'esportazione di cereali sfusi, mentre già negli anni cinquanta e sessanta del XX secolo cominciava a ridursi l'utilizzo per il trasporto di merci di quasi tutti gli altri porti. 
I soli altri porti in cui vi sono infrastrutture per il trasporto allo stato sfuso delle merci sono Wallaroo nel lato nordoccidentale e Ardrossan alla sommità del golfo di Saint Vincent, utilizzato anche per la spedizione di dolomite proveniente da una cava vicina della OneSteel. Maitland ha un deposito per la ricezione di cereali gestito dalla AWB, che però è asservito esclusivamente dal sistema stradale.

## Fisiografia

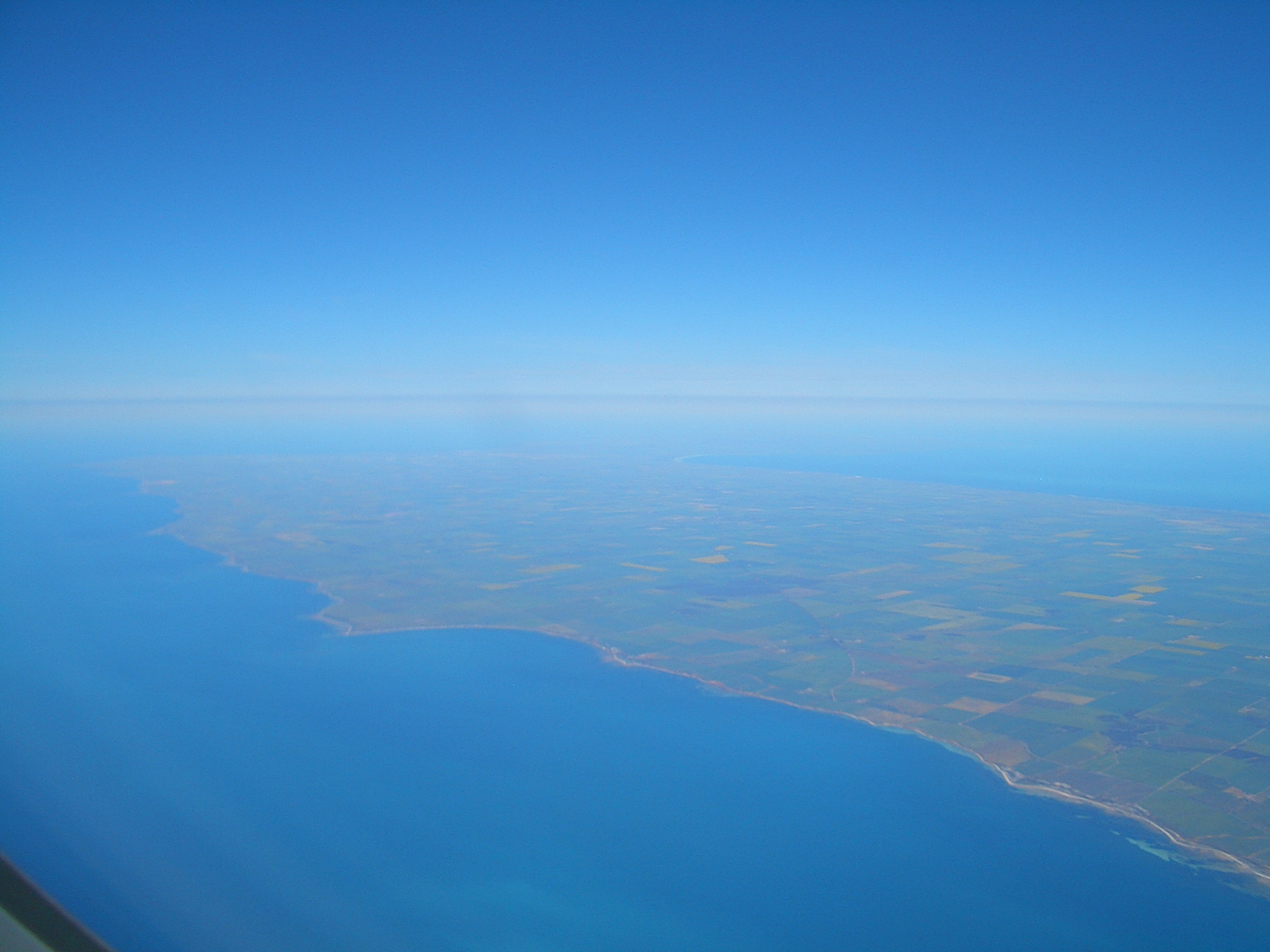
Veduta aerea della penisola di Yorke, osservando verso sud dalla zona di Ardrossan. Il golfo di Saint Vincent è in primo piano, il golfo di Spencer è in secondo piano. Il "piede" dello "stivale" è visibile in prossimità dell'orizzonte

L'area è altresì nota come la Yorke Horst, che è una sezione fisiografica distinta della più grande provincia della South Australian Shatter Belt, che è a sua volta parte della più grande divisione fisiografica West Australian Shield.
Assieme a capo Eyre, la penisola è anche parte della bioregione Eyre Yorke Block.

## Trasporti
Sea SA Car & Passenger Ferries effettua un servizio giornaliero tra Wallaroo e la Lucky Bay, vicino a Cowell sulla penisola di Eyre. Il servizio di traghetti fu sospeso fino a novembre 2011, quando un nuovo traghetto entrò in servizio.

## Personalità passate e presenti dell'area
Politici
- John Olsen - ex premier dell'Australia Meridionale

Sport
- Richard Champion - ex calciatore dell'AFL
- Adam Goodes - vincitore dell'Australian Rules Footballer e dual Brownlow Medal
- Bernie Vince - giocatore degli Adelaide Crows
- Sam Jacobs - giocatore degli Adelaide Crows
- Scott McMahon- calciatore dei North Melbourne Kangaroos
- Fiona Pointon- ex giocatrice di netball delle Adelaide Thunderbirds

Altro
- Fiona O'Loughlin  - comico
- Emily Taheny  - attrice
- Ronnie Taherny - musicista, https://ronnietaheny.myshopify.com/
- Henry John Butler, capitano Harry Butler - aviatore
- Alby Mangels - avventuriero e documentarista

## Monumenti e luoghi d'interesse

### Copper Coast
Sin dalla scoperta del rame nella penisola di Yorke avvenuta oltre 150 anni fa, le città di Kadina, Moonta e Wallaroo sono state collettivamente conosciute come la Copper Coast (costa del Rame).

### Kernewek Lowender
Il festival della Cornovaglia più grande del mondo si svolge ogni 2 anni (negli anni dispari) nelle città della Copper Coast di Kadina, Moonta e Wallaroo.

### Brown Point
Un sistema unico di alaggio delle barche è visibile a Brown Point, 13 chilometri a ovest di Minlaton.

## Galleria d'immagini

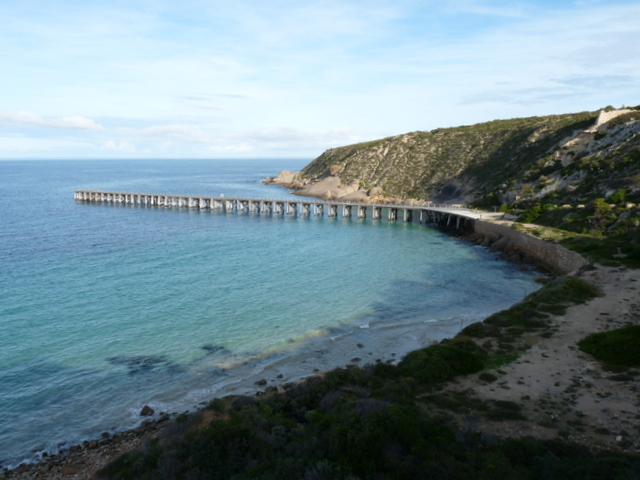
Molo di Stenhouse Bay
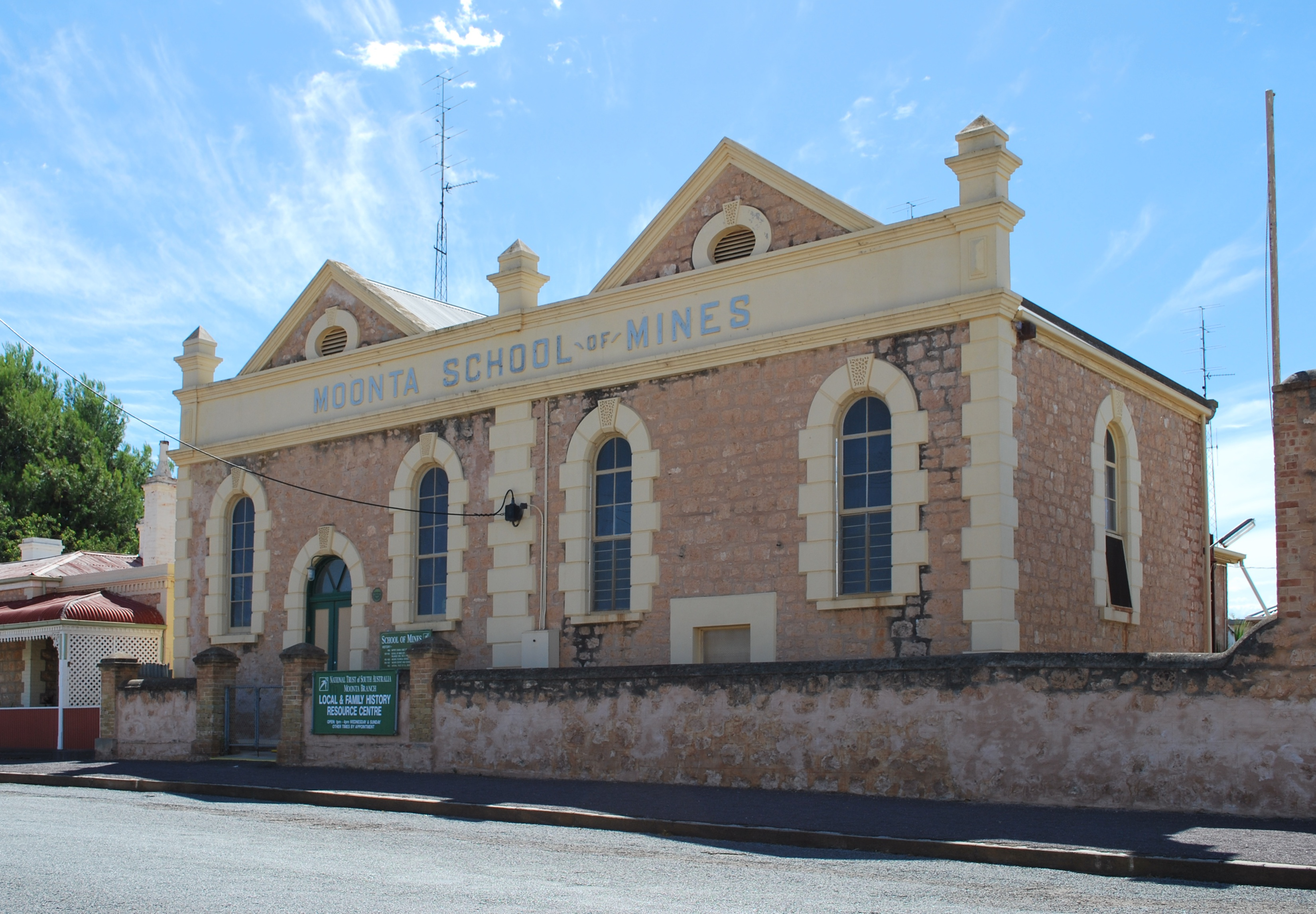
School of Mines, Moonta
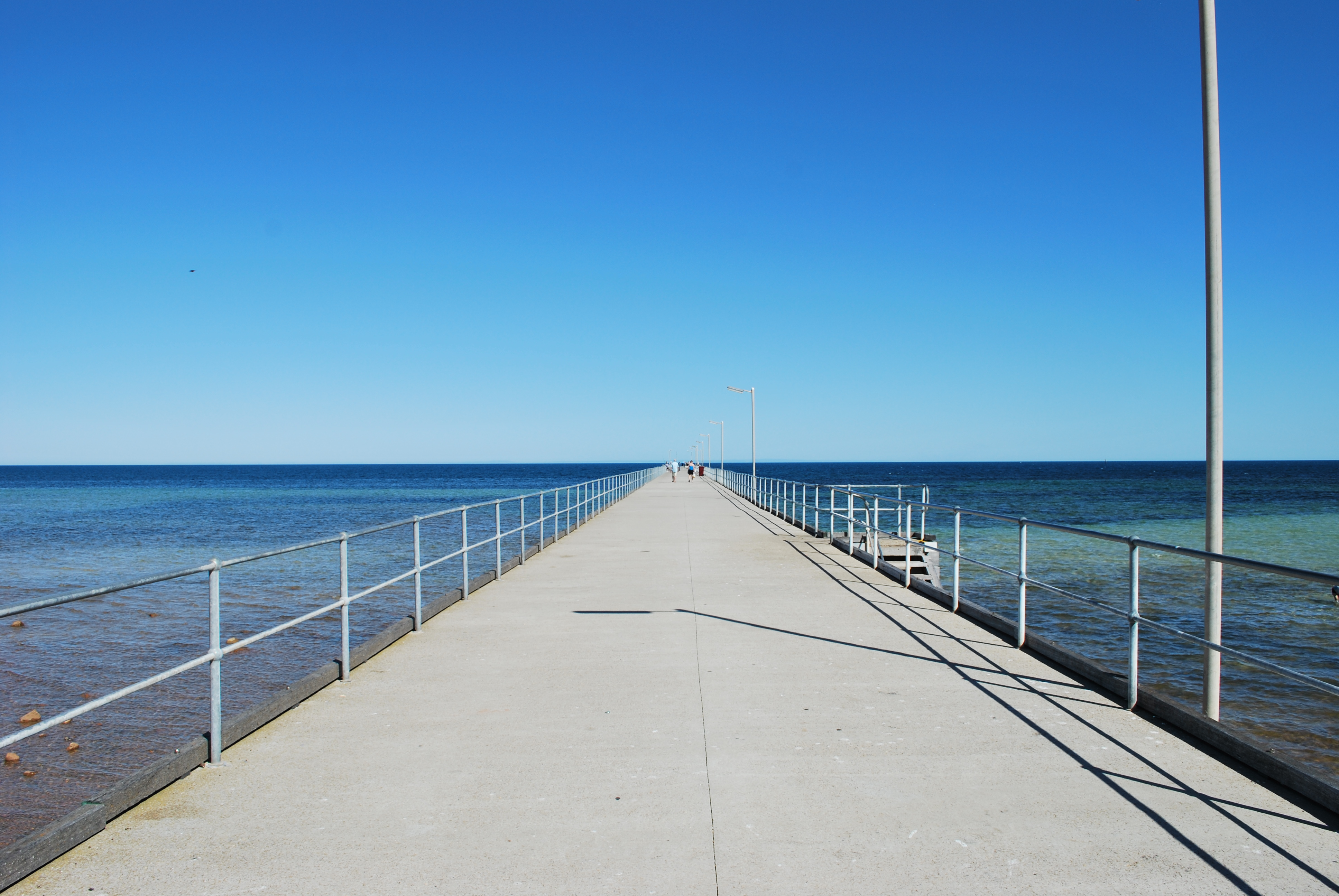
Il molo di Ardrossan
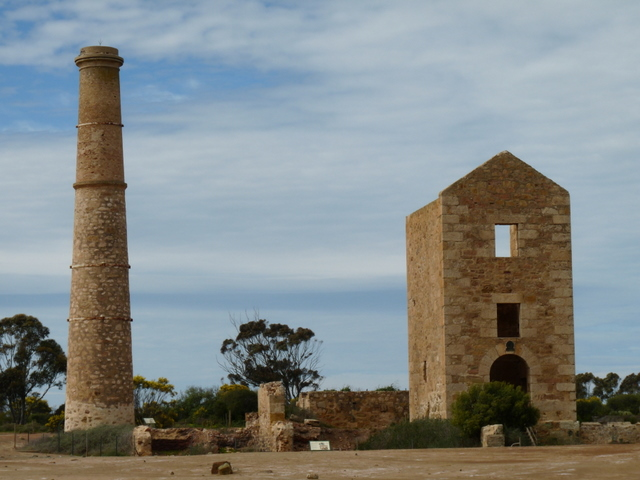
Le miniere di Moonta